# Alegeri legislative în Cisleithania, 1907
     Cisleithania
     Transleithania
     Bosnia și Herțegovina (Din 1878 guvernată, în 1908 anexată de Austro-Ungaria)

Părțile și țările monarhiei austro-ungare:
Cisleithania
Transleithania
Bosnia și Herțegovina (Din 1878 guvernată, în 1908 anexată de Austro-Ungaria)

Alegerile legislative din 1907 (în germană Die Reichsratswahl 1907) au fost primele alegeri parlamentare din Cisleithania realizate potrivit principiilor dreptului de vot universal, egal, secret și direct. Aceste alegeri au fost posibile în urma reformei electorale adoptate de Consiliul Imperial în toamna anului 1906 și sancționate de împăratul Francisc Iosif I la începutul lui 1907. Drept de vot aveau (ca în cazul legii electorale adoptate în 1896) toți bărbații în vîrstă de peste 24 de ani, însă acum dreptul de vot nu mai era limitat de deosebiri (în funcție de starea socială, de educație, venituri, impozite etc.) și toate voturile erau egale (spre deosebire de legea anterioară potrivit căreia, în funcție de starea socială, de educație, venituri, impozite etc., unii bărbați aveau dreptul de a depune mai mult de un singur vot).
| Naționalitate | Germani | Cehi | Polonezi | Ucrainieni | Sloveni | Italieni | Croați și sârbi | Români (bucovineni) | Evrei | Total |
| Mandate       | 232     | 108  | 83       | 31         | 24      | 19       | 13              | 5                   | 1     | 516   |